# Emmenopterys henryi
Emmenopterys henryi är en måreväxtart som beskrevs av Daniel Oliver. Emmenopterys henryi ingår i släktet Emmenopterys och familjen måreväxter. Inga underarter finns listade i Catalogue of Life.